# Zeus. I miti dell'amore
Zeus - I miti dell'amore è il primo libro scritto da Luciano De Crescenzo durante la lavorazione della miniserie Rai: Zeus - Le gesta degli dei e degli eroi. Il libro è stato edito nel 1991 da Arnoldo Mondadori assieme a una coppia di VHS della miniserie e spiega in maniera più approfondita ciò che ha raccontato De Crescenzo nelle puntate RAI. Il libro successivamente nel 1999 è stato incluso nella raccolta I grandi miti greci.
Si tratta di una raccolta delle più famose storie d'amore tra dei, mortali e semidei nel periodo di massimo splendore della mitologia greca, ad eccezione di Amore e Psiche tratto da Le metamorfosi di Apuleio.

## Capitoli
- Introduzione: Il Simposio di Platone
- Il mito di Narciso
- Il mito di Orfeo
- Il mito di Protesilao e Laodamia
- Il mito di Amore e Psiche
- Il mito degli uomini belli: Adone, Titone e di Piramo e Tisbe

### Il Simposio

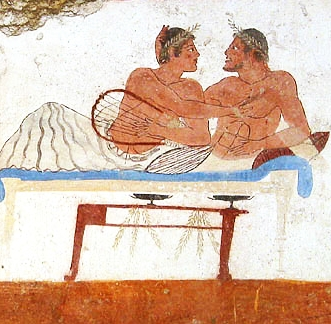
Scena di simposio: su un triclinio vi sono sdraiati un erastès (amatore) e un eromenos (amato) che brindano alla loro felicità

Nell'Antica Grecia gli uomini ogni sera per conversare si riunivano nella casa di un ricco. Qui avveniva il Simposio (ovvero "cena") nel quale gli amici, rispettando i principi dell'ospitalità e dell'avvenimento, si lavavano le mani, il corpo, e poi sorseggiavano buon vino. Successivamente uno degli invitati sceglieva un tema per la discussione e cominciavano a dialogare fino alla fine della nottata.
Luciano De Crescenzo propone il dialogo di Platone.
Nel dialogo di Platone, Socrate partecipa a un banchetto serale (appunto il simposio) condotto dal poeta Agatone. Gli invitati oltre al filosofo sono Fedro, Eurissimaco, Aristofane, Pausania, Aristodemo (che racconta poi la vicenda all'amico Apollodoro) e infine l'imbucato Alcibiade.
Nel simposio greco si osservavano severe regole: bisognava lavarsi le mani, mangiare in abbondanza, risciacquarsi le mani, bere a sazietà vino mischiato a miele e poi conversare con gli amici. Nella sala erano ammessi solo uomini (le donne dovevano dormire nel gineceo) che. se volevano, potevano giacere nel triclinio di un loro compagno.
Socrate giunge solo verso la fine del banchetto, dato che durante il viaggio si era fermato a meditare e gli amici, dopo aver mangiato e bevuto, decidono di parlare dell'Amore (Eros). Eurissimaco propone l'argomento e Fedro incomincia a esprimere i suoi pareri. Per lui l'Amore è il più antico di tutti gli Dei, come dice Esiodo e che ogni cosa che è bella, ed è amata, equivale al bene.
Il secondo a parlare è Pausania, egli afferma che esistono due tipi di Amore, collegati alla dea Afrodite. In base all'etica di comportamento di un amante e di un amato si stabilisce il genere di dea. Esiste Afrodite Urania, simbolo del sentimento, e Afrodite Pandemia, rappresentante della lussuria e dell'amore volgare.
Il terzo a prendere la parola è Eurissimaco, perché Aristofane ha la tosse; secondo lui esistono vari tipi di amore, il più benefico e speciale è quello collegato alla medicina e alla salute, essendo Eurissimaco un medico.
Ma Aristofane lo interrompe per dire la sua: in un tempo remoto sulla terra esistevano esseri detti "Androgini" possedenti quattro braccia, quattro gambe, due teste, quattro occhi eccetera, molto superbi e sfrontati. Per questo Zeus li ha puniti dividendoli in due. Dalla spaccatura sono nati gli uomini e le donne e insieme a loro il desiderio d'amore di unirsi l'uno con l'altra.
L'ultimo a parlare è Socrate: secondo lui Amore è il risultato dell'unione amorosa degli dei Espediente e Povertà, il primo furbo e imbroglione, l'altra misera e malconcia. Quindi Amore sarebbe un dio povero e imbroglione che andrebbe insidiando le menti dei giovani e delle ragazze e compiendo tutti i mali possibili.
Dopo una contestazione da parte degli invitati nella sala fa irruzione Alcibiade ubriaco chiedendo di unirsi al simposio. Questi si va a sedere nel triclinio di Agatone, frapponendosi fra lui e Socrate, il suo amante e si mette a discorrere con gli altri. Poi, provato dal desiderio di amore e rispetto per il compagno, comincia a esprimere i suoi pensieri riguardo al filosofo. Alcibiade si era innamorato di Socrate sin da quando lo aveva sentito usare per la prima volta la sua "dialettica" e ha tentato tutto pur di essere ricambiato da lui, riuscendoci alla fine, ma in parte.

### Il mito di Narciso
Il bellissimo Narciso è figlio di una ninfa e del fiume Cefeso. Appena nato la madre per sapere il futuro del piccolo, consulta l'indovino Tiresia il quale afferma che Narciso non dovrà mai vedere il suo aspetto.
La ninfa non capì subito il responso di Tiresia ma non ci pensò molto.
Quando aveva circa vent'anni, Narciso, affascinò con la sua bellezza molti ragazze e ragazzi... un ragazzo si innamorò follemente di lui che non ricambiò mai i suoi sentimenti. Afrodite dea dell'amore arrabbiata con Narciso che non accettava l'amore del giovane gli fece una maledizione..lo fece innamorare di se stesso...tornato da una battuta di caccia, assetato, Narciso si imbatté in uno stagno affacciandosi vide il riflesso della propria immagine e se ne innamorò perdutamente, senza sapere che quell'immagine era proprio la sua faccia. Così Narciso passò ore e giorni a contemplare la sua immagine, piangendo per l'amore non ricambiato e impossibile. Un giorno, pazzo di dolore, Narciso decise di lasciarsi morire nello stagno. Eco una ninfa innamorata di lui dopo che assistette alla morte di Narciso si dissolse dal dolore.

### Il mito di Orfeo

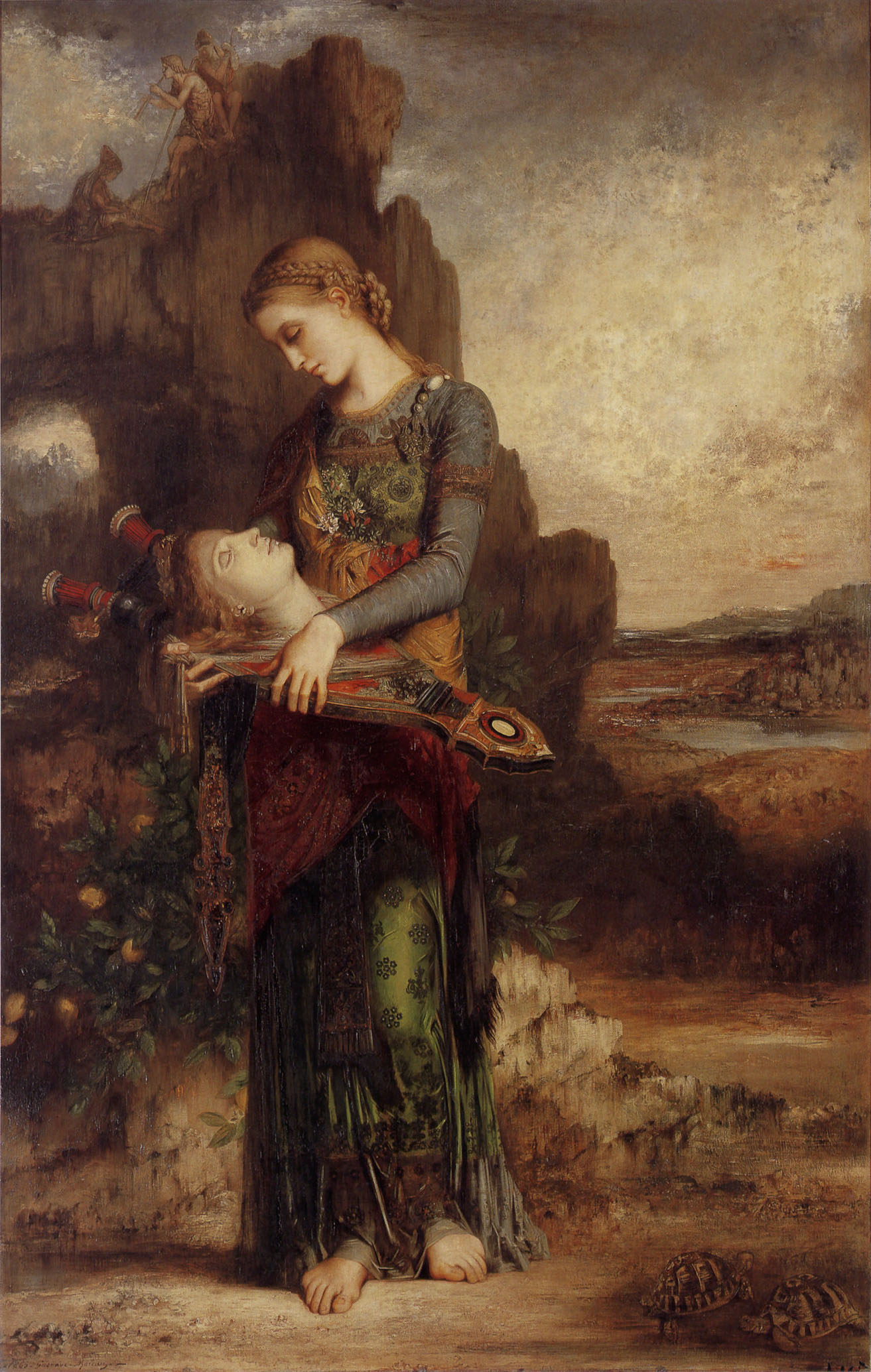
Una tracia regge la testa di Orfeo sopra la lira, dipinto di Gustave Moreau

Orfeo è un giovane e bel ragazzo che ha l'arte di incantare qualsiasi cosa, perfino senza vita come le pietre o le montagne, con la dolce musica della sua lira.
Egli è famoso in tutta la Grecia e presto le pretendenti non tarderanno a farsi aventi per sposarlo. Ma Orfeo tra le tante fanciulle sceglie la soave e mite Euridice che però muore subito dopo le nozze a causa del morso velenoso di un serpente. L'anima della sventurata vola nell'Oltretomba, la casa dell'oscuro Ade e Orfeo è disperato. Tuttavia decide di scendere negli Inferi per riprendersi la sua amata sposa e con il suo canto riesce ad addolcire sia il nocchiero Caronte sia il cane a tre teste Cerbero, il guardiano dell'inferno messo da Ade.
Quando Orfeo si presenta da Ade e la sposa Persefone, i due sovrani rimangono stupiti e abbagliati dalle doti del mortale e così il dio decide di premiare il cantore restituendogli l'anima della sposa a patto che questi le si rivolga solo dopo usciti dagli oscuri meandri dell'Oltretomba.
Orfeo obbedisce e il fantasma di Euridice lo segue, ma la tentazione è troppo forte e lo sposo si gira per vedere un'ultima volta la sua cara amata. Senza più voglia di vivere Orfeo si aggira disperato per le vie della sua città, rifiutando la mano di qualunque ragazza, allora le donne infuriate decidono di tendergli un agguato e di ucciderlo, per poi decapitarlo.

### Il mito di Protesilao e Laodamia
Qualche giorno prima della guerra di Troia il giovane Protesilao s'innamora perdutamente dell bella Laodamia, figlia di un nobile sovrano acheo che ha prestato giuramento sull'onore di Elena, se fosse stata rapita. Accade che il giovane principe troiano Paride, giunto con un'ambasceria a Sparta, s'invaghisce della moglie di Menelao e se la porta a Troia. Tutti i capi achei si preparano per la spedizione contro i nemici, sebbene il padre di Laodamia protesti. Tuttavia il re decide di ordire un astuto complotto e manda l'ignaro Protesilao assieme ai guerrieri, promettendogli la mano della sua amata.
Il giovane parte ma, a causa della dea Afrodite (altri dicono per colpa di Ulisse), Protesilao scende per primo sul suolo nemico e viene trafitto da una lancia di Ettore.
La notizia vola fino in Grecia all'orecchio di Laodamia che scoppia in pianto e prega gli Dei affinché gli concedano un'ultima notte d'amore con il suo Protesilao. Gli dei commossi accettano la richiesta di Laodamia e fanno resuscitare per una sola notte Protesilao. Giunti gli amanti in camera, Laodamia chiede al suo amore di posare per lei, affinché possa fabbricare con la cera una statua simile a lui, per poterlo abbracciare piangendo ogni notte.
Protesilao accetta a malincuore e così ogni notte la povera Laodamia si stringe alla statua sospirando e gemendo. Il padre la scorge dal buco della serratura e ordina che la statua venga bruciata in un calderone. Quando la scultura di cera viene gettata, anche Laodamia si butta tra le fiamme.

### Il mito di Amore e Psiche

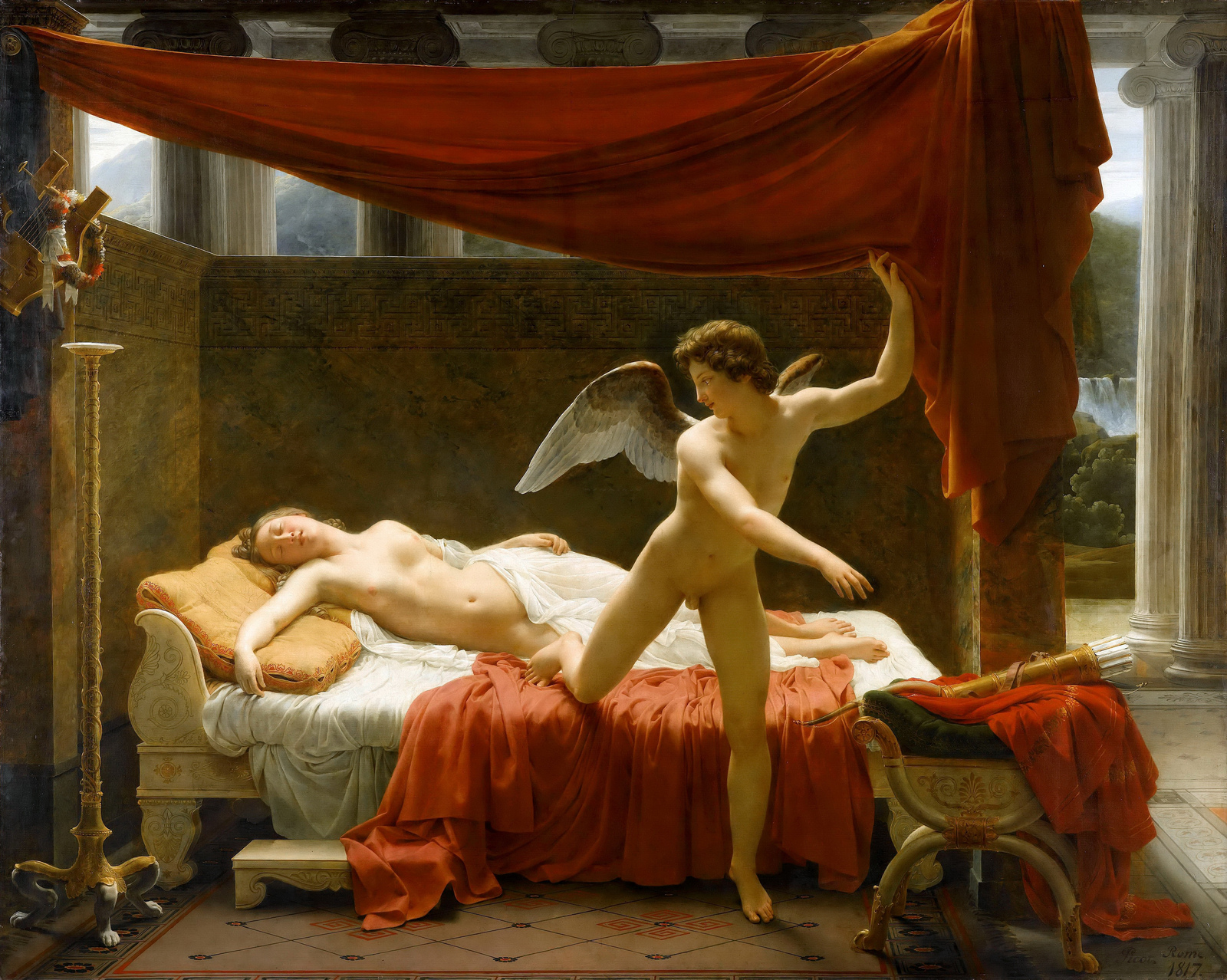
Amore e Psiche, dipinto di François-Édouard Picot, 1819

La dea Venere scatena violenze su una città greca per la bellezza straordinaria di una fanciulla di nome Psiche. I cittadini allora decidono di sacrificarla per ingraziarsi la divinità ma di notte, mentre la ragazza aspetta la sua sorte piangente su un'altura, scende dal cielo il dio Eros per salvarla, innamorato della sua immacolata bellezza.
Questi porta la ragazza nel suo splendido palazzo d'oro e con lei, vi passa intere notti d'amore raccomandandole però di non guardarlo mai in faccia altrimenti lei sarebbe tornata alle sue misere condizioni.
Psiche promette ciò al suo amante, ma una sera, vinta dalla curiosità si avvicina con una candela al volto di Amore e inavvertitamente fa cadere una goccia di cera fusa sulla sua spalla. Il dio si sveglia e vola via per sempre.
Psiche ora è veramente nei guai perché ritorna magicamente sulla Terra e per di più scopre che le sue sorelle stanno tramando contro di lei per andare a letto con Amore.
Solo un aiuto divino può salvare Psiche e alla fine sarà proprio Venere, la dea che tanto voleva vederla morta, ad aiutarla, facendole superare quattro dure prove che, una volta superate le avrebbero permesso di riavere per sé il suo Amore.

## I miti degli uomini belli

### Adone
Adone è il simbolo stesso della bellezza. Egli era così splendido che perfino le dee Afrodite e Persefone (futura moglie di Ade, dio dell'Oltretomba) s'innamorano pazzamente di lui. Zeus stabilisce che entrambe siano a goderne i favori, ma Afrodite, scaltra come non mai, indossa la sua cintura della bellezza, consumando ben otto mesi d'amore con Adone. Persefone lo scopre e si reca da Ares, comunicandogli del tradimento della moglie sfacciata. Ares s'infuria come una belva e si trasforma in cinghiale, trafiggendo Adone mentre sta cacciando con Afrodite.

### Titone
Titone è un pescatore troiano, amato follemente dalla dea Aurora. Questa chiede al padre Zeus di rendere immortale il suo amore e il dio così fa, a patto che la dea non gli chieda più nient'altro per sempre.
Aurora nemmeno fa caso alle ultime parole di Zeus e corre via ad abbracciare Titone. Passano così molti anni di amore puro e intenso, fino a quando Titone non comincia a invecchiare, diventando sempre più brutto e raggrinzito. Infatti Aurora nella sua richiesta si era dimenticata di domandare a Zeus anche l'eterna giovinezza per Titone, ora decrepito e malconcio.
Aurora scopre di non amare più quell'uomo e di essere impedita nel fare una seconda richiesta al padre. Perciò ordina che Titone venga rinchiuso in una grotta senza uscite, tranne una piccola apertura per consegnargli una ciotola di vivande.

### La storia di Piramo e Tisbe

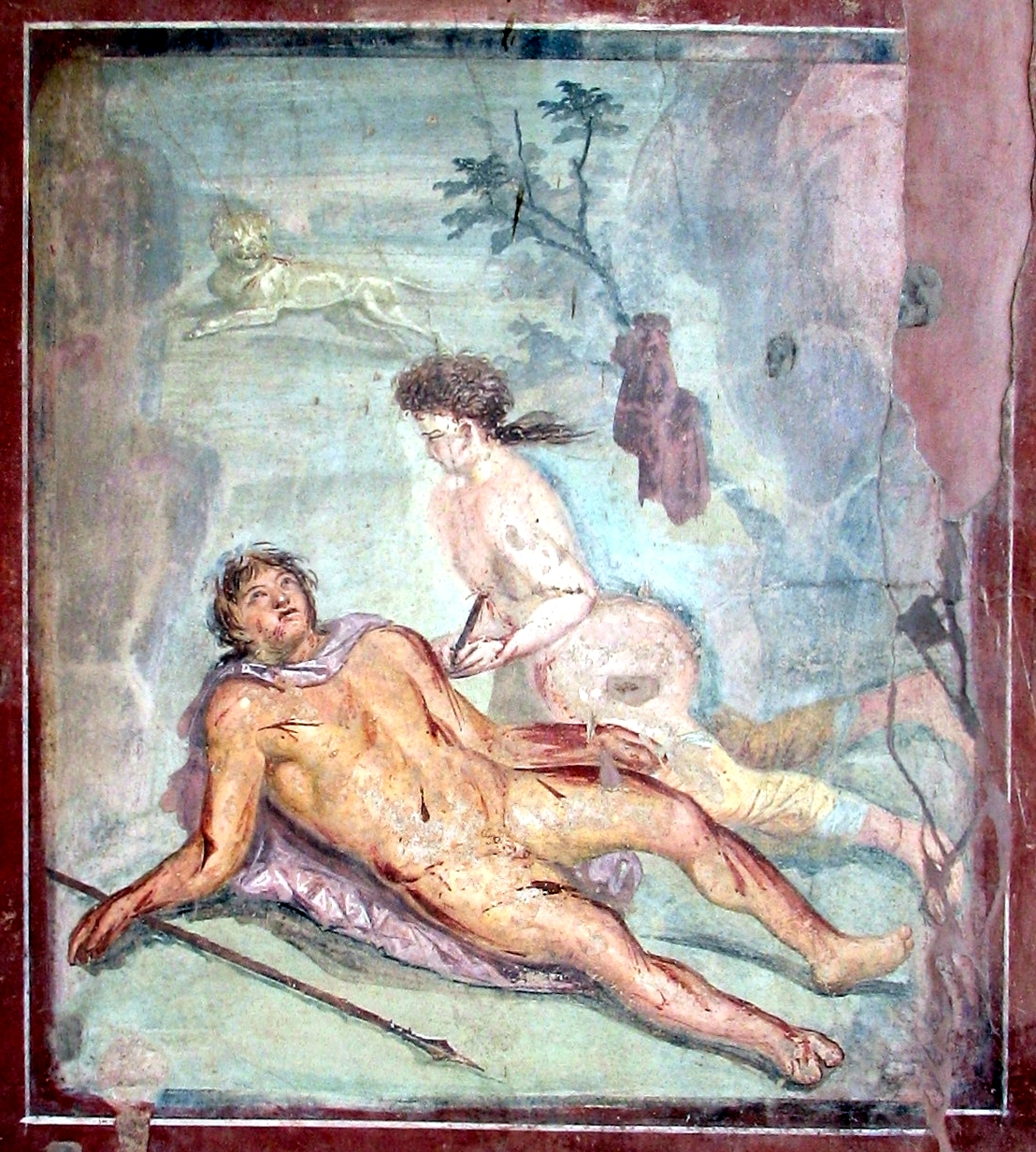
La morte di Piramo e Tisbe, affresco di Pompei

Secondo De Crescenzo, Piramo e Tisbe furono i primi Romeo Montecchi e Giulietta Capuleti della storia.
La vicenda è ambientata in Babilonia, in una città dove due famiglie si odiavano intensamente, recandosi quasi sempre scherno e facendo accadere sempre furibonde liti e zuffe.
Tuttavia una piccola briciola d'amore esisteva tra i due casati: l'affetto di Piramo e Tisbe. I genitori sapevano del loro rapporto e per questo li fecero rinchiudere in due stanze, senza però far sapere ai due che queste fossero adiacenti.
Ma Piramo e Tisbe se ne accorsero e poterono così comunicarsi, piangendo, dolci frasi d'amore.
Passati alcuni giorni, Piramo ebbe un'idea e propose a Tisbe che ognuno di loro, appena giunti i servi con il cibo, gli saltassero addosso, legandoli e quindi gli rubassero le chiavi delle stanze, per poi recarsi lontano dalla prigione, sotto un albero di gelso.
Tisbe fu entusiasta dell'idea e appena giunse la serva la tramortì, la legò e scappò sotto l'albero. 
Quando fu arrivata, la giovane essendo vicina a una sorgente intravide un leone feroce, con la bocca sporca di sangue, reduce da un recente pasto e fuggì via terrorizzata.
Nel frattempo, anche Piramo riuscì a liberarsi, ma a differenza di Tisbe, lo fece con un'ora di ritardo. Si avviò comunque speranzoso presso il luogo stabilito.
Intanto il leone, appena visto il panno con cui Tisbe si era camuffata caduto per terra, ci si pulì il muso, squarciandolo. 
Giunse Piramo e vide il panno di Tisbe lacero e lordo di sangue pensando quindi il peggio: la morte violenta della sua Tisbe. 
Senza esitare, estratte un pugnale e si uccise.
Pochi minuti dopo Tisbe, pensando che il leone si fosse allontanato, tornò sul posto e vide il suo amore a terra, privo di vita. 
Tisbe pianse e imprecò contro i genitori nemici e poi, senza emettere un gemito e senza versare una lacrima, si trafisse, con lo stesso pugnale, 
Il suo sangue giunse fino alle radici dell'albero di gelso dove i due innamorati si diedero appuntamento, macchiandone tutti i fiori.